# Suberites laticeps
Suberites laticeps är en svampdjursart som beskrevs av Topsent 1904. Suberites laticeps ingår i släktet Suberites och familjen Suberitidae. Inga underarter finns listade i Catalogue of Life.